# Punganūru
Punganūru är en ort i Indien.   Den ligger i distriktet Chittoor och delstaten Andhra Pradesh, i den södra delen av landet, 1 700 km söder om huvudstaden New Delhi. Punganūru ligger 729 meter över havet och antalet invånare är 48 865.
Terrängen runt Punganūru är platt. Runt Punganūru är det tätbefolkat, med 343 invånare per kvadratkilometer. Punganūru är det största samhället i trakten. Omgivningarna runt Punganūru är en mosaik av jordbruksmark och naturlig växtlighet.